# 女性向けアニメ
女性向けアニメ（じょせいむけアニメ）とは女性のまなざしのアニメ作品。

## 概要
小学校就学前の女子児童を対象にした、それまでの魔法少女ものを含む女性向けアニメーションと異なり、その切り口は主人公の年齢や立場、同性愛など多種多様に及ぶとされる 。
若い女性を対象にした作品に関しては、「アニメーションノートNo11」（誠文堂新光社）において、「女子アニメ」という呼び名が提唱されており、「別冊spoon. 女子アニメ2010」（角川書店）においても踏襲されている。そのため、本項では主に女子アニメとされる作品群について記述する。なお、中学生以下の低年齢層の女児を主な対象にした作品は「女児向けアニメ」や「少女向けアニメ#幼児 - 小中学生向け作品」の項目で詳述する。
2005年より、フジテレビにおいて主に少女漫画を原作とした作品を放送することで、従来アニメを見ないと思われていたF1層を意識した展開を図るアニメ枠『ノイタミナ』が現在まで放映されている。また、2006年以降には同様の層を意識したアニメ放映枠が複数設けられている。
また、これら作品群の原作は『NANA』のようにアニメ化と平行して実写で映画やドラマになるパターンも多く、『ノイタミナ』では特に『のだめカンタービレ』においてはアニメとドラマのWメディアの展開を試みている。
また、原状では放映時間は深夜帯が大半であるが、『のだめカンタービレ』や『夏目友人帳』など（深夜帯で放映された）本放送の好評を受けるかたちで再放送時にキー局にて全日帯で放映（一部放送局では本放映も全日帯で行われている）される作品もある。
一方で1992年から1997年まで「女児向けアニメ」・「少女向けアニメ」として全日帯で放映された『美少女戦士セーラームーン』シリーズをリメイクした『美少女戦士セーラームーンCrystal』や、2001年に「少女向けアニメ」として全日帯で放映された『フルーツバスケット』が、2019年に別の制作会社によって再アニメ化されたときのように、「女児向けアニメ」・「少女向けアニメ」のリメイク作品が「女性向けアニメ」として深夜帯で放映される場合もある。

## 歴史
1970年代以降、少女漫画のテーマの拡散とともに、その作家がほぼ100パーセント女性になり、ほぼ20年遅れでその傾向がテレビアニメにも現れてきたとされる。このジャンルの盛況に関しては視聴者の傾向の他に、前述の少女漫画のテーマの拡散に関連する形でアニメーションの製作現場への女性スタッフの増加も一因として指摘され、それにより、女性向けのジャンルを無理なく描けるようになったとされる。
中学生以上を主に対象にする作品に関しては1995年から現在もOVA等で続く『ふしぎ遊戯』シリーズが始祖とされ、1997年の『CLAMP学園探偵団』・『少女革命ウテナ』、1998年の『LEGEND OF BASARA』・『彼氏彼女の事情』もその年代の女性をメインターゲットに（ただし男性も対象に含めていた）した作品であるが、純粋な女性向けの作品は1999年の『KAIKANフレーズ』が初とされる。
『少女革命ウテナ』は『美少女戦士セーラームーン』の幾原邦彦監督率いるビーパパスがそのノウハウを活かして製作した作品であるが、『少女革命ウテナ』の制作スタッフは『桜蘭高校ホスト部』『のだめカンタービレ』などの作品で活躍している。また、『美少女戦士セーラームーン』シリーズに参加し、『わがまま☆フェアリー ミルモでポン!』シリーズの監督で知られる、カサヰケンイチは『ハチミツとクローバー』、『のだめカンタービレ』の監督も手がけており、広義の「女性向けアニメ」に含まれる「少女向けアニメ」のスタッフがこのジャンルに参加する事が多い。
OVAにおいては1988年の『妖精王』を筆頭に1993年まで『花とゆめ』原作の作品が連作されている。
高年齢化を逆に活かし、1997年に前述の『少女革命ウテナ』と『CLAMP学園探偵団』を皮切りに一部のアニメや前述のOVA作品と同じくビデオソフト（VHS、LD、DVD、BDなど）の販売や有料放送、ネット配信など映像商品の売上で制作費を捻出する方法でアニメ化される作品の数が年々多くなっている。DVDビデオ再生機器やレンタルDVDが普及した2005年頃から『NANA』や『ハチミツとクローバー』シリーズなど一般層の女性によく支持されても、男性やアニメオタクにあてはまる女性には人気が薄い作品もこの形式でアニメ化されていることが多い。
2000年代に入ると女性向けゲーム原作のアニメが登場した。これには『恋する天使アンジェリーク』『遙かなる時空の中で-八葉抄-』『金色のコルダ〜primo passo〜』などの乙女ゲームが原作のアニメ、『学園ヘヴン BOY'S LOVE HYPER!』などのBLゲームが原作のアニメがある。
2010年代になると『イケメン戦国◆時をかけるが恋は始まらない』『ダメプリ ANIME CARAVAN』などの女性向けモバイルゲームが原作のアニメも登場するようになった。
2020年代になると小説投稿サイト「小説家になろう」で連載され商業化された女性向け小説原作のアニメが登場した。これには『乙女ゲームの破滅フラグしかない悪役令嬢に転生してしまった…』（略称：はめふら）、『くまクマ熊ベアー』、『聖女の魔力は万能です』『虫かぶり姫』『悪役令嬢なのでラスボスを飼ってみました』などがある。

## 主な作品
アニメーションノートNo11｢特集･女子アニメ!」及び「別冊spoon. 女子アニメ2010」で取り上げられた作品を記す。
- 西洋骨董洋菓子店（ノイタミナ）
- 図書館戦争（ノイタミナ）
- 東のエデン（ノイタミナ）
- 黒執事
- ヴァンパイア騎士
- ミチコとハッチン

### 補足
1. ↑  放送当時は幼児・小中学生が主な視聴者層とされ、「女児向けアニメ」や「少女向けアニメ」に属していた。ただしアニメ化から四半世紀が経った現在は成人女性のファンも多く存在している。
2. ↑  幼児・小中学生が主な視聴者層とされ、「女児向けアニメ」や「少女向けアニメ」に属する。